# El Bierzo
El Bierzo è una regione naturale spagnola che si trova a ovest della Provincia di León, nella comunità autonoma di Castiglia e León e, dal 1991, è una comarca amministrativa composta da 38 comuni.

## Etimologia
Il nome della comarca proviene probabilmente dall'oronimo celtibérico Bergidom o Bergidum, derivato a sua volta dalla radice indoeuropea bhergh- con il significato di 'alto', o 'elevato'. Il topónimo allude alla presenza di colline e montagne. Il nome si evolvette poi in Berizum, come appare in alcuni documenti del IX e X secolo, tra cui l'ablativo Berizo da cui è risultato il nome attuale.

## Geografia fisica

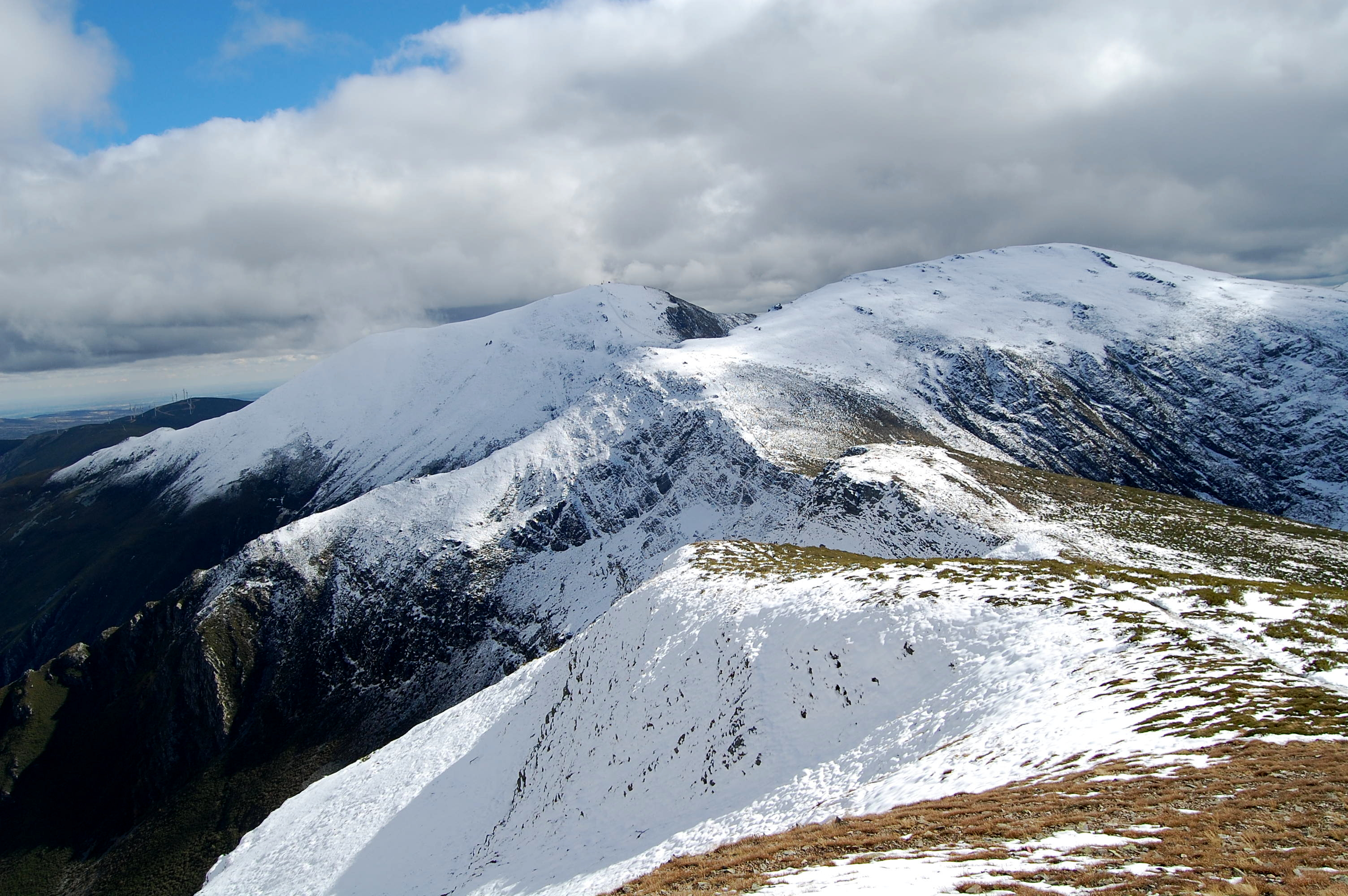
Monti Aquilani

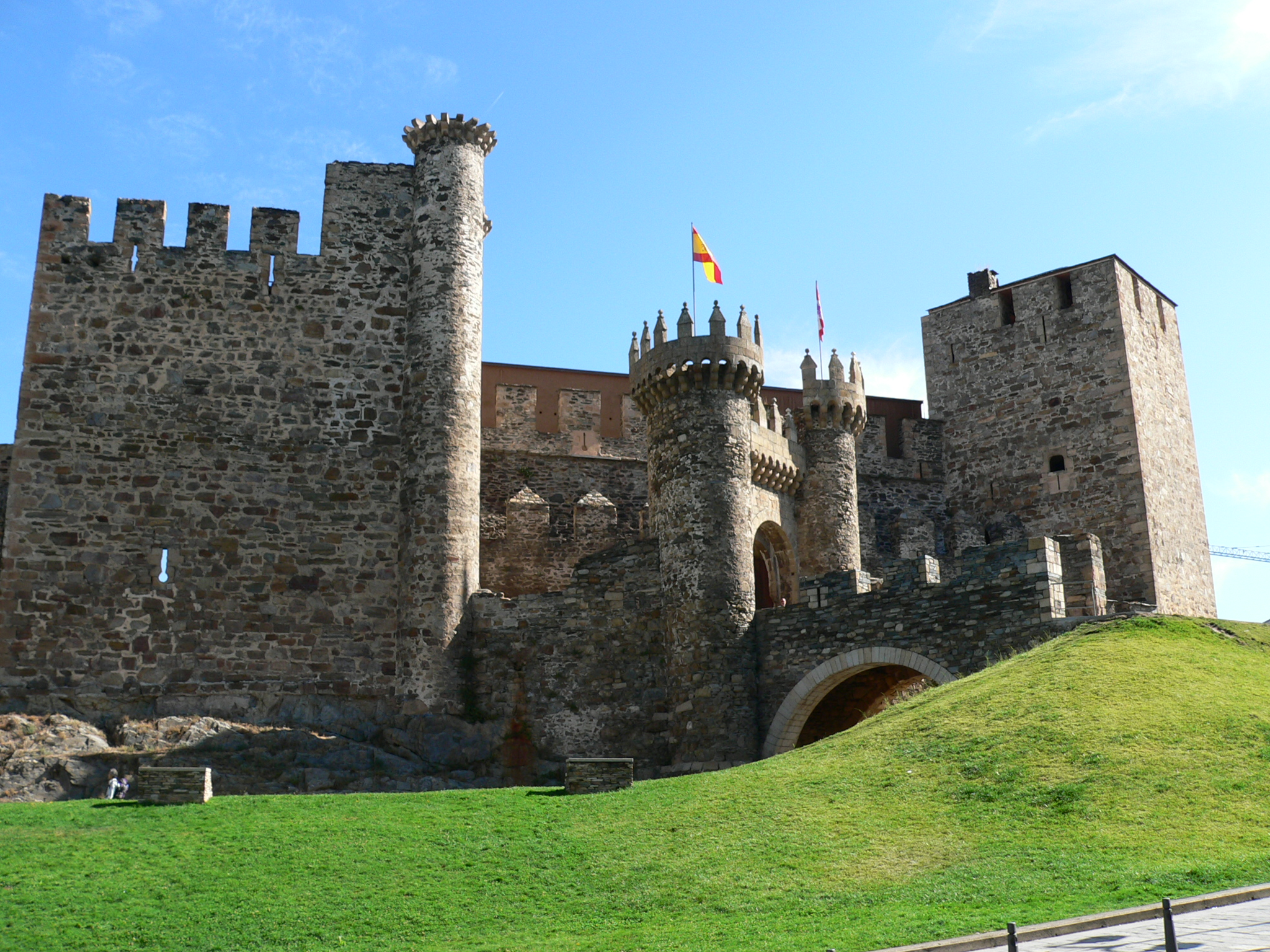
Castello dei templari di Ponferrada

Il Bierzo si trova a ovest della provincia di León. Al nord confina con le Asturie, a ovest Lugo e Orense; I Monti di León sono considerati il limite naturale ad est, Talvolta il termine "Bierzo" si usa per riferirsi solo alla zona centrale o
Bierzo Bajo (Bierzo Basso), riflettendo la gran diversità geografica che caratterizza la regione al espacio e che ha creato tante comarche e sottocomarche per ogni valle, come per la Valle di Ancares, Valle di Balboa, Valle di Burbia e Valle di Fornela  per la regione di conocida "Ancares Bercianos" e la Valle di Valcarce Rivas di Sil, Valle dell'Oza, Valle del Boeza, etc.

## Economia

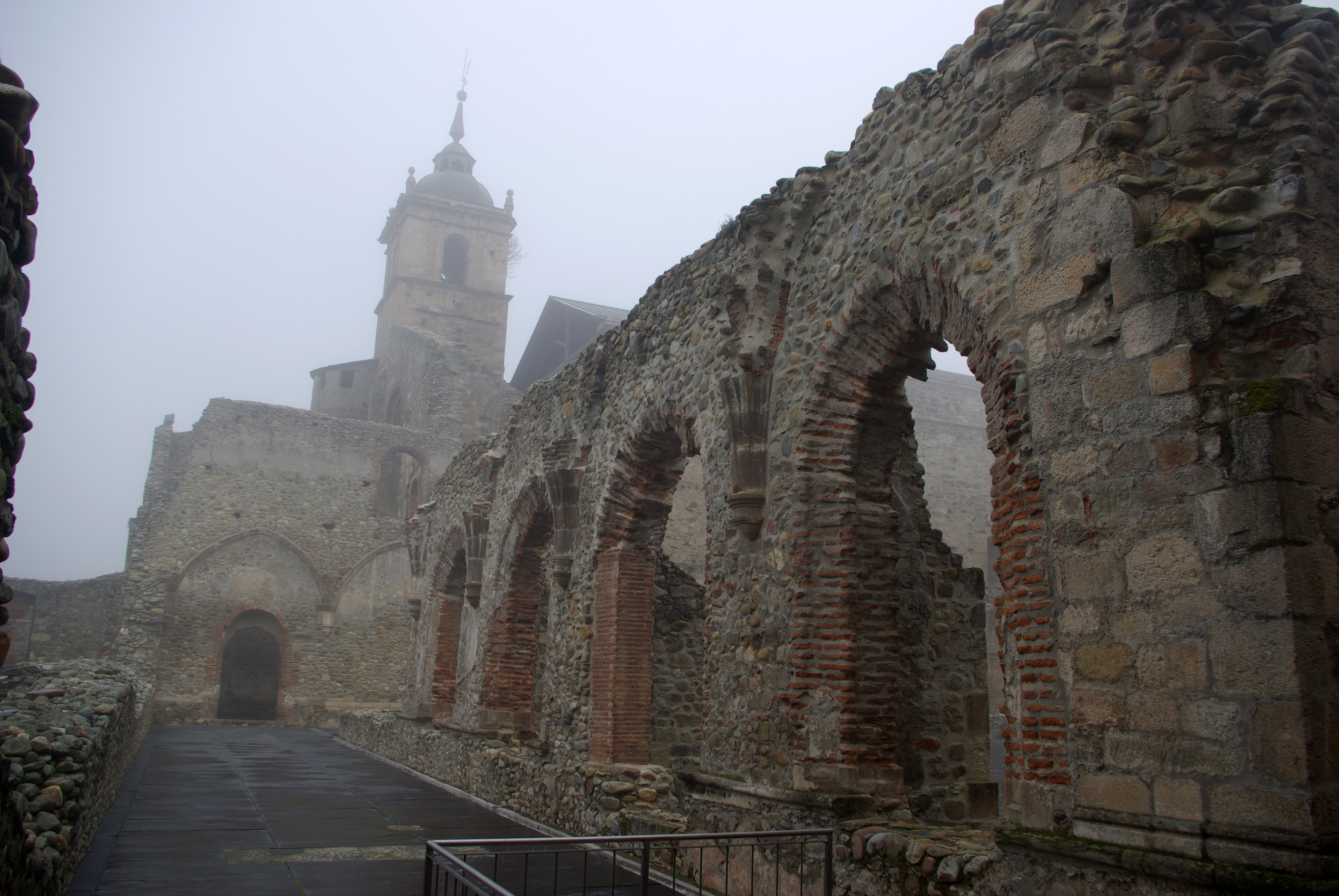
Monastero di Santa Maria di Carracedo

## Gastronomia
Alcuni prodotti della regione sono il botillo (sotto la regolamentazione del Consejo Regulador de la Indicación Geográfica Protegida Botillo del Bierzo), la androlla, i peperoncini, la Renetta, la pera conferencia, le castagne, le ciliegie e i suoi vini di Denominación de Origen Bierzo.
La Cofradía Gastronómica del Real Botillo del Bierzo, celebra numerose feste promozionali del botillo de El Bierzo, denominate comunemente "botilladas".